# Classic Brugge-De Panne
La Classic Brugge-De Panne, precedentemente nota come Tre giorni di La Panne, è una corsa in linea di ciclismo su strada maschile che si svolge ogni marzo nel nord-ovest della regione delle Fiandre, in Belgio. Storicamente corsa a tappe di tre giorni, nel 2018 fu trasformata in una gara di un giorno.
Parte delle cosiddette corse classiche del pavé, si disputa nella settimana tra la Gand-Wevelgem e il Giro delle Fiandre. Dal 2005 fa parte del calendario dell'UCI Europe Tour (come gara di classe 2.HC fino al 2017 e come gara di classe 1.HC dal 2018 in poi); dal 2019 fa parte anche del calendario dell'UCI World Tour.

## Storia
La prima edizione si disputò nel 1977. Dal 1977 al 2017 fu una corsa a tappe strutturata in due tappe giornaliere e due semi-tappe, di cui la conclusiva a cronometro individuale. Plurivincitore è il belga Eric Vanderaerden con cinque successi di cui quattro consecutivi.
Dal 2018 la corsa è diventata una corsa in linea di un giorno con il nome Driedaagse Brugge-De Panne. La "tre giorni" del nome è in realtà diventata una due giorni con la creazione di una nuova gara femminile subito inclusa nel calendario Women's World Tour.

## Albo d'oro
Aggiornato all'edizione 2025.
| Anno                         | Vincitore                    | Secondo                      | Terzo                        |
| Driedaagse De Panne-Koksijde | Driedaagse De Panne-Koksijde | Driedaagse De Panne-Koksijde | Driedaagse De Panne-Koksijde |
| ---------------------------- | ---------------------------- | ---------------------------- | ---------------------------- |
| 1977                         | Roger Rosiers                | Yvon Bertin                  | Guido Van Sweevelt           |
| 1978                         | Guido Van Sweevelt           | Jozef Jacobs                 | Cees Priem                   |
| 1979                         | Gustaaf Van Roosbroeck       | Marc Renier                  | Guido Van Calster            |
| 1980                         | Sean Kelly                   | Gustaaf Van Roosbroeck       | Etienne Van Der Helst        |
| 1981                         | Jan Bogaert                  | André Dierickx               | Jozef Jacobs                 |
| 1982                         | Gerrie Knetemann             | Daniel Willems               | Jean-Luc Vandenbroucke       |
| 1983                         | Cees Priem                   | Étienne De Wilde             | Michel Pollentier            |
| 1984                         | Bert Oosterbosch             | Eric Vanderaerden            | Ferdi Van Den Haute          |
| 1985                         | Jean-Luc Vandenbroucke       | Sean Kelly                   | Adrie van der Poel           |
| 1986                         | Eric Vanderaerden            | Sean Kelly                   | Jean-Luc Vandenbroucke       |
| 1987                         | Eric Vanderaerden            | Sean Kelly                   | Jean-Luc Vandenbroucke       |
| 1988                         | Eric Vanderaerden            | Allan Peiper                 | Frans Maassen                |
| 1989                         | Eric Vanderaerden            | Jelle Nijdam                 | Allan Peiper                 |
| 1990                         | Erwin Nijboer                | Johan Museeuw                | Gerrit Solleveld             |
| 1991                         | Jelle Nijdam                 | Frans Maassen                | Maximilian Sciandri          |
| 1992                         | Frans Maassen                | Vjačeslav Ekimov             | Thierry Marie                |
| 1993                         | Eric Vanderaerden            | Frans Maassen                | Edwig Van Hooydonck          |
| 1994                         | Fabio Roscioli               | Džamolidin Abdužaparov       | Frans Maassen                |
| 1995                         | Michele Bartoli              | Rolf Sørensen                | Gianluca Bortolami           |
| 1996                         | Vjačeslav Ekimov             | Wilfried Peeters             | Olaf Ludwig                  |
| 1997                         | Johan Museeuw                | Carlo Bomans                 | Marco Milesi                 |
| 1998                         | Michele Bartoli              | Emmanuel Magnien             | Vjačeslav Ekimov             |
| 1999                         | Peter Van Petegem            | Frank Vandenbroucke          | Denis Zanette                |
| 2000                         | Vjačeslav Ekimov             | Romāns Vainšteins            | Sergej Ivanov                |
| 2001                         | Nico Mattan                  | Erik Dekker                  | Vjačeslav Ekimov             |
| 2002                         | Peter Van Petegem            | Stefano Zanini               | George Hincapie              |
| 2003                         | Raivis Belohvoščiks          | Gianluca Bortolami           | Peter Van Petegem            |
| 2004                         | George Hincapie              | Danilo Hondo                 | Gerben Löwik                 |
| 2005                         | Stijn Devolder               | Alessandro Ballan            | Nico Mattan                  |
| 2006                         | Leif Hoste                   | Bernhard Eisel               | Luis León Sánchez            |
| 2007                         | Alessandro Ballan            | Joost Posthuma               | Bert Roesems                 |
| 2008                         | Joost Posthuma               | Manuel Quinziato             | Enrico Gasparotto            |
| 2009                         | Frederik Willems             | Joost Posthuma               | Tom Leezer                   |
| 2010                         | David Millar                 | Andrij Hrivko                | Luca Paolini                 |
| 2011                         | Sébastien Rosseler           | Lieuwe Westra                | Michał Kwiatkowski           |
| 2012                         | Sylvain Chavanel             | Lieuwe Westra                | Maciej Bodnar                |
| 2013                         | Sylvain Chavanel             | Alexander Kristoff           | Niki Terpstra                |
| 2014                         | Guillaume Van Keirsbulck     | Luke Durbridge               | Gert Steegmans               |
| 2015                         | Alexander Kristoff           | Stijn Devolder               | Bradley Wiggins              |
| 2016                         | Lieuwe Westra                | Alexander Kristoff           | Aleksej Lucenko              |
| 2017                         | Philippe Gilbert             | Matthias Brändle             | Alexander Kristoff           |
| Driedaagse Brugge-De Panne   |                              |                              |                              |
| 2018                         | Elia Viviani                 | Pascal Ackermann             | Jasper Philipsen             |
| 2019                         | Dylan Groenewegen            | Fernando Gaviria             | Elia Viviani                 |
| 2020                         | Yves Lampaert                | Tim Declercq                 | Tim Merlier                  |
| Classic Brugge-De Panne      |                              |                              |                              |
| 2021                         | Sam Bennett                  | Jasper Philipsen             | Pascal Ackermann             |
| 2022                         | Tim Merlier                  | Dylan Groenewegen            | Nacer Bouhanni               |
| 2023                         | Jasper Philipsen             | Olav Kooij                   | Yves Lampaert                |
| 2024                         | Jasper Philipsen             | Tim Merlier                  | Danny van Poppel             |
| 2025                         | Juan Sebastián Molano        | Jonathan Milan               | Madis Mihkels                |

### Vittorie per nazione
Aggiornato al 2025
| Pos.          | Paese       | Vittorie |
| ------------- | ----------- | -------- |
| 1             | Belgio      | 23       |
| 2             | Paesi Bassi | 9        |
| 3             | Italia      | 5        |
| 4             | Russia      | 2        |
| 4             | Francia     | 2        |
| 4             | Irlanda     | 2        |
| 7             |             |          |
| Lettonia      | 1           |          |
| Stati Uniti   | 1           |          |
| Gran Bretagna | 1           |          |
| Norvegia      | 1           |          |
| Colombia      | 1           |          |